# Джош Гоулі
Джошуа Девід Гоулі (англ. Joshua David Hawley; нар. 31 грудня 1979, Спрінгдейль, Арканзас, США) — американський юрист і політик-республіканець. 42-й генеральний прокурор Міссурі (2017–2019). Сенатор США з січня 2019 року.

## Біографія
Гоулі навчався у Стенфордському університет та в Єльській школі права.
Працював професором у Школі права Університету Міссурі. Колишній клерк голови Верховного Суду США Джона Робертса.
На виборах до Сенату у 2018 році він переміг чинного сенатора з Демократичної партії Клер Маккаскілл.